# ديفيد ريد (لاعب كرة قدم)
ديفيد ريد (بالإنجليزية: David Reed)‏ (21 أغسطس 1988 في الولايات المتحدة - ) هو لاعب كرة قدم أمريكي في مركز الدفاع. لعب مع F.C. New York ‏ وKalamazoo Outrage ‏ وNew York Red Bulls U-23 ‏ وLong Island Rough Riders ‏.

## وصلات خارجية
- ديفيد ريد على موقع قاعدة بيانات كرة القدم.إي يو (الإنجليزية)